# Venepress
Venepress  es un sitio web de noticias fundado en 2017. Venepress publica artículos de noticias en línea y licencia videos para Telecaribe, un canal de noticias independiente, y otros canales locales. El 18 de diciembre de 2019, agentes del Servicio Bolivariano de Inteligencia Nacional (SEBIN) cerraron las oficinas de Venepress y la oficina en Puerto La Cruz de Telecaribe. Los funcionarios le impidieron la entrada a los periodistas o el acceso a su equipo.
Varios organismos y periodistas condenaron el cierre y lo denunciaron como censura a la libertad de expresión. La Asamblea Nacional de Venezuela reportó el hecho y condenó el cierre de las oficinas. El Sindicato Nacional de Trabajadores de la Prensa en Venezuela monitoreó el hecho en todo momento hasta que los funcionarios decidieron desalojar las instalaciones, y definió el evento como una decisión “arbitraria” que “no ha garantizado el debido proceso ni el derecho a la defensa”. La Comisión Interamericana de Derechos Humanos, condenó la acción y las causas, afirmaron que  “constituye una forma de censura y persecución”, y el relator Edison Lanza sostuvo que los funcionarios buscan cerrar la agencia como forma de “censura de medios y detener a periodistas”.